# Rystads socken
Rystads socken i Östergötland ingick i  Åkerbo härad (före 1889 även del i Bankekinds härad), ingår sedan 1971 i Linköpings kommun och motsvarar från 2016 Rystads distrikt.
Socknens areal är 39,14 kvadratkilometer land. År 2000 fanns här 3 885 invånare. Tätorten Ekängen samt kyrkbyn Rystad med sockenkyrkan Rystads kyrka ligger i socknen. 

## Administrativ historik
Rystads socken har medeltida ursprung. Näsby socken uppgick i denna socken, 1784 i kyrkligt hänseende, 1889 i civilt.
Före 1889 hörde Ryklösa i civilt hänseende till Bankekinds härad.
Vid kommunreformen 1862 övergick socknens ansvar för de kyrkliga frågorna till Rystads församling och för de borgerliga frågorna till Rystads landskommun. Landskommunen inkorporerades 1952 i Åkerbo landskommun och uppgick 1971 i Linköpings kommun. Församlingen uppgick 1 januari 2009 i Åkerbo församling.
1 januari 2016 inrättades distriktet Rystad, med samma omfattning som församlingen hade 1999/2000.  
Socknen har tillhört samma fögderier och domsagor som Åkerbo härad.  De indelta soldaterna tillhörde  Första livgrenadjärregementet, Liv- och Stångebro kompanier och Andra livgrenadjärregementet, Linköpings kompani

## Geografi
Rystads socken ligger söder om Roxens öster om Stångåns mynning, norr om Linköping. Socknen är till största delen slättbygd.

## Fornlämningar
Kända från socknen är hällristningar, gravar, skärvstenshögar och stensättningar från bronsåldern samt 27 gravfält och stensträngar från järnåldern.

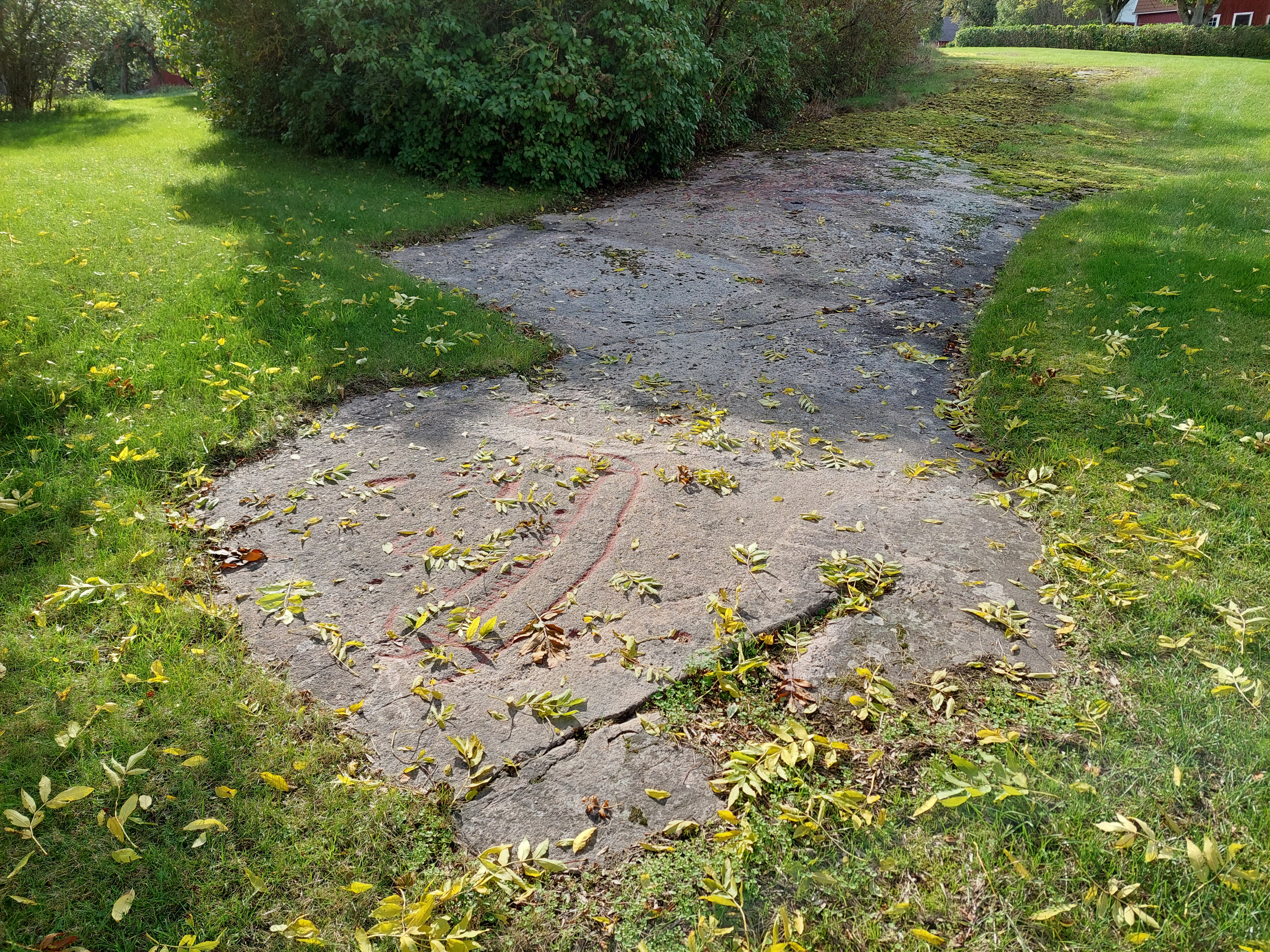
Hällristningarna vid Gärstad (Rystad 49:1)
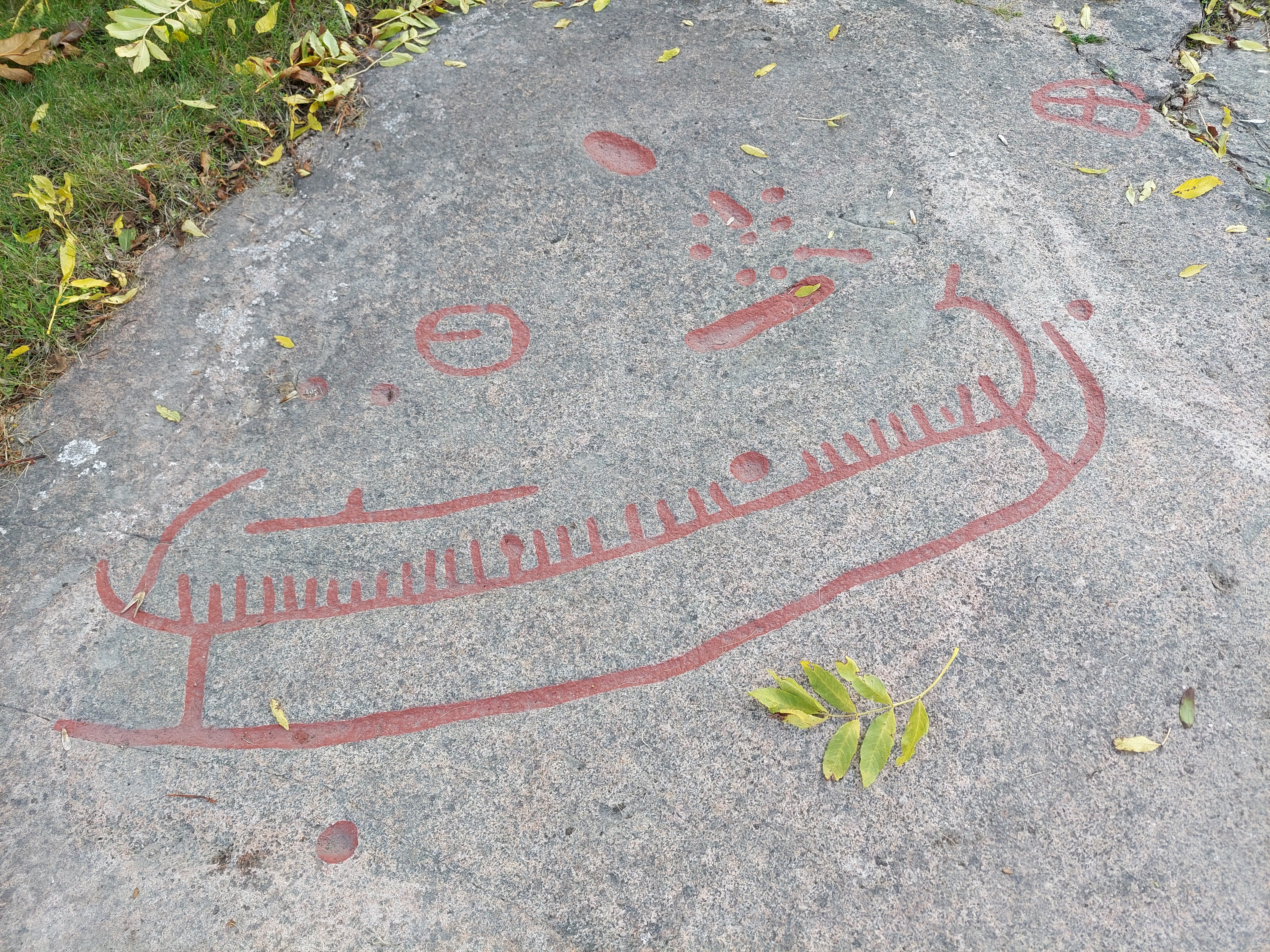
avbildar fartyg,
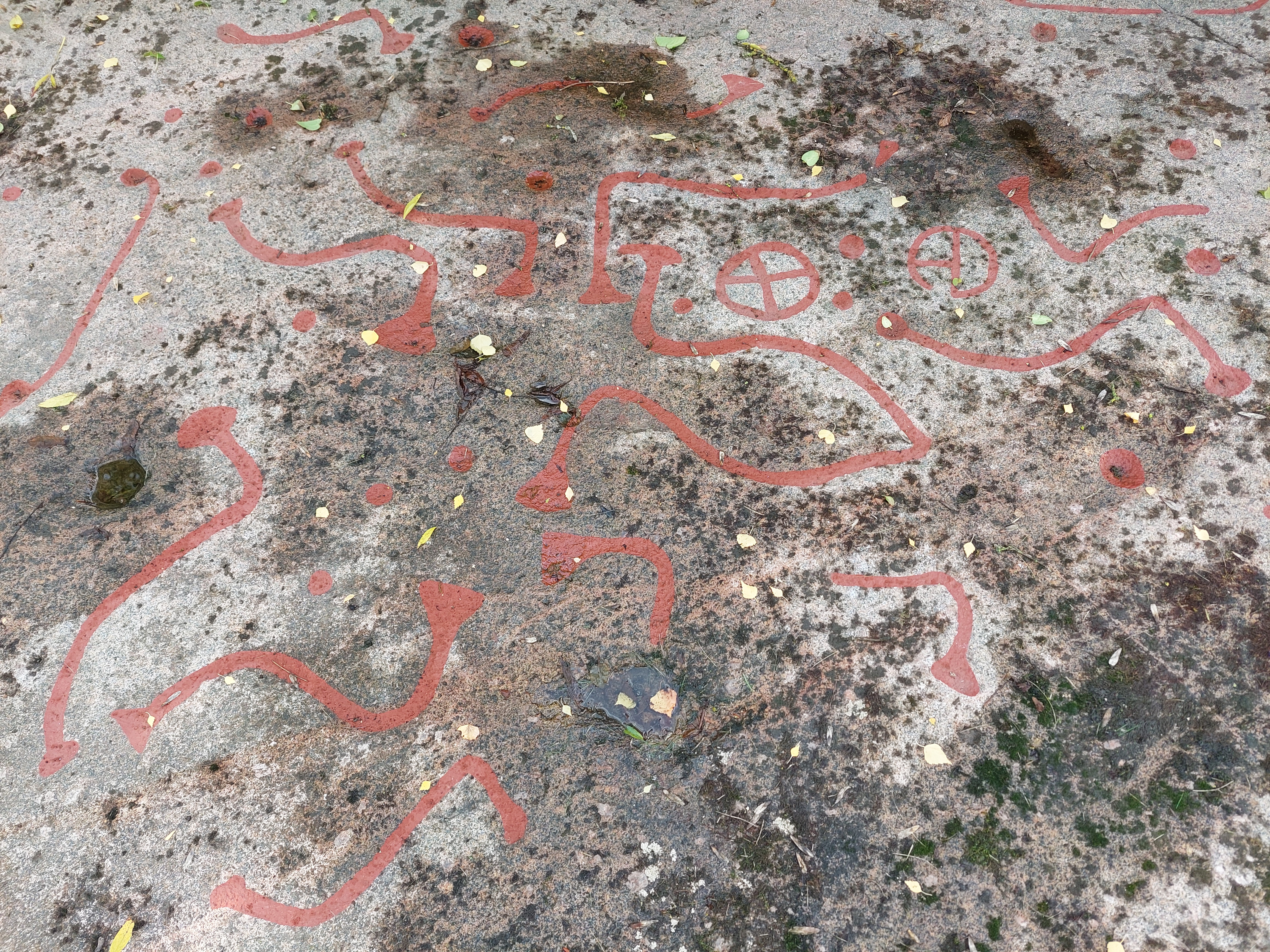
solkors och bronsyxor.

## Namnet
Namnet (1280 Rystatha) kommer från en bebyggelse vid kyrkan. Namnet kan innehålla plural av rydstadher, 'plats med röjning'.

### Fotnoter
1. 1 2  Svensk Uppslagsbok andra upplagan 1947–1955: Rystad socken
2. 1 2  Harlén, Hans; Harlén Eivy (2003). Sverige från A till Ö: geografisk-historisk uppslagsbok. Stockholm: Kommentus. Libris 9337075. ISBN 91-7345-139-8
3. ↑  ”Församlingar”. Statistiska centralbyrån. https://www.scb.se/hitta-statistik/regional-statistik-och-kartor/regionala-indelningar/forsamlingar/. Läst 30 december 2022.
4. ↑  Administrativ historik för Rystad socken (Klicka på församlingsposten). Källa: Nationella arkivdatabasen, Riksarkivet.
5. 1 2  Sjögren, Otto (1931). Sverige geografisk beskrivning del 2 Östergötlands, Jönköpings, Kronobergs, Kalmar och Gotlands län. Stockholm: Wahlström & Widstrand. Libris 9939
6. 1 2  Nationalencyklopedin
7. ↑  Fornlämningar, Statens historiska museum: Rystads socken
8. ↑  Fornminnesregistret, Riksantikvarieämbetet: Rystads socken Fornminnen i socknen erhålls på kartan genom att skriva in sockennamn (utan "socken") i "Ange geografiskt område"
9. ↑  Mats Wahlberg, red (2003). Svenskt ortnamnslexikon. Uppsala: Institutet för språk och folkminnen. Libris 8998039. ISBN 91-7229-020-X. https://isof.diva-portal.org/smash/get/diva2:1175717/FULLTEXT02.pdf